# European co-operation for Accreditation
L'European co-operation for Accreditation (EA) è un ente europeo avente lo scopo di promuovere l'armonizzazione delle regole e delle procedure dei sistemi di accreditamento volontario e di gestire accordi di mutuo riconoscimento tra gli enti di accreditamento.